# Singer (Familienname)
Singer ist ein deutscher und englischer Familienname.

## Varianten
- Sänger (Saenger), Senger

## Namensträger

### Familienname

#### A
- Abby Singer (1917–2014), US-amerikanischer Filmproduktionsleiter
- Adam Mortimer Singer (1863–1929), anglo-amerikanischer Philanthrop und Sportler
- Adolf Singer (1824–1892), österreichischer Wirtschaftsmanager
- Al Singer (1909–1961), US-amerikanischer Boxer
- Albert Singer (1869–1922), deutscher Maler
- Alexander Singer (* 1928), US-amerikanischer Regisseur
- Alexandra Singer (* 1987), US-amerikanische Fußballspielerin
- Alfons Singer (1884–1951), deutscher Kirchenmusiker und Musikpädagoge
- Alfred Singer (* 1946), US-amerikanischer Immunologe
- Alois Singer (1769–1841), Schweizer Politiker
- Andreas Singer (* 1971), deutscher Richter und Verwaltungsjurist
- Anna Brugh Singer (1873–1962), US-amerikanische Kunstsammlerin
- Armand E. Singer (1914–2007), US-amerikanischer Romanist, Bibliograf und Hochschullehrer
- Arthur B. Singer (1917–1990), US-amerikanischer Maler
- Aubrey Singer (1927–2007), britischer Fernsehproduzent
- Avery Singer (* 1987), US-amerikanische bildende Künstlerin

#### B
- Babett Edelmann-Singer (* um 1974), deutsche Althistorikerin und Hochschullehrerin
- Bobbie Singer (* 1981), österreichische Sängerin
- Brenda Singer (* 1906), englische Badmintonspielerin, siehe Brenda Speaight
- Bryan Singer (* 1965), US-amerikanischer Regisseur

#### C
- Carl Singer (1916–2008), US-amerikanischer Geschäftsmann und Philanthrop
- Charles Singer (1876–1960), britischer Arzt und Medizinhistoriker
- Christian van Singer (* 1950), Schweizer Politiker
- Christian Singer (* 1967), österreichischer Gynäkologe und Onkologe
- Christiane Singer (1943–2007), französische Schriftstellerin
- Christina Singer (* 1968), deutsche Tennisspielerin
- Christine Singer (* 1965), deutsche Landwirtin, Funktionärin und Politikerin (Freie Wähler)
- Curt Singer (1905–1989), jüdischer Maler der Verschollenen Generation

#### D
- David Singer (Industrieller) (1778–1846), französischer Industrieller und Philanthrop
- David Singer (Politiker) (1865–1932), Abgeordneter der 2. Kammer der Landstände des Großherzogtums Hessen
- David Singer (Pokerspieler) (* 1966 oder 1967), US-amerikanischer Pokerspieler
- Dominic Marcus Singer (* 1993), österreichischer Schauspieler und Filmregisseur
- Dorothea Waley Singer (Dorothea Cohen; 1882–1964), britische Wissenschaftshistorikerin

#### E
- Edmund Singer (Violinist) (1831–1912), ungarischer Violinist und Violinpädagoge
- Edmund Singer (Jurist) (1841–1894), österreichischer Jurist
- Emil Singer (Mediziner) (1870/1879–nach 1921), österreichischer Mediziner und Autor
- Emil Singer (Künstler) (1881–1942/1943), österreichisch-tschechischer Grafiker und Radierer
- Emmy Hiesleitner-Singer (1884–1980), österreichische Grafikerin und Malerin
- Eric Singer (Graphologe) (1896–1960), Dichter und britischer Graphologe
- Eric Singer (* 1958), US-amerikanischer Schlagzeuger
- Eric Warren Singer (* 1968), US-amerikanischer Drehbuchautor und Filmproduzent
- Erich Singer (Mediziner) (1912–1988), deutscher Zahnarzt und Verbandsfunktionär
- Erich Singer (Musiker) (* 1943), Schweizer Musiker, Dirigent, Konzertagenturleiter und Publizist
- Ernst Singer (Mediziner, 1899) (1899–nach 1937), österreichischer Hygieniker und Hochschullehrer
- Ernst Singer (Bildhauer) (1934–2015), deutscher Bildhauer
- Ernst Singer (Mediziner, 1949) (* 1949), österreichischer Pharmakologe
- Erwin Singer (1898–1962), US-amerikanischer Maler und Kunstlehrer österreichischer Herkunft

#### F
- Franz Singer (Baumeister, 1701) (1701–1757), österreichischer Baumeister
- Franz Singer (Baumeister, 1724) (1724–1789), österreichischer Baumeister
- Franz Singer (Architekt) (1896–1954), österreichischer Architekt
- Franz Singer (Politiker) (1898–1953), deutscher Journalist und Politiker (Zentrum, CVP)
- Franziska Singer (* 1986), österreichische Schauspielerin
- Fred Singer (1924–2020), US-amerikanischer Physiker
- Friedrich Singer (Unternehmer) (auch Fritz Singer; 1851–1905), österreichisch-mährischer Unternehmer und Politiker
- Friedrich Singer (Schriftsteller) (Pseudonym Karl Eisenbach; 1896–1972), deutscher Lehrer und Schriftsteller
- Friedrich Wilhelm Singer (1918–2003), deutscher Arzt und Heimatforscher
- Fritz Singer (Schriftsteller) (eigentlich Friedrich Singer; 1841–1910), österreichischer Kaufmann und Schriftsteller
- Fritz Singer (Politiker), deutscher Politiker, MdL Thüringen

#### G
- Georg Singer (Politiker) (1898–1942), deutscher Journalist, Politiker (KPD) und Widerstandskämpfer
- Georg Singer (Dirigent) (auch George; 1906–1980), tschechoslowakisch-israelischer Dirigent, Komponist und Pianist
- Georg Singer (Radsportler), deutscher Radsportler
- George Singer (Physiker) (1786–1817), englischer Physiker und Elektrotechniker
- George Singer (1906–1980), tschechoslowakisch-israelischer Dirigent, Komponist und Pianist, siehe Georg Singer (Dirigent)
- Geraldine Singer (* 1948), US-amerikanische Schauspielerin
- Gideon Singer (1926–2015), israelischer Schauspieler
- Gottlob Heinrich Singer (1854–1927), deutscher Politiker, Oberbürgermeister in Jena
- Günter Singer (* 1967), österreichisch-amerikanischer Filmemacher, privater Sicherheits- und Militärunternehmer
- Günther Singer (1922–1989), deutscher Vorsitzender einer jüdischen Landesgemeinde, Holocaustüberlebender
- Gustav Singer (1867–1944), österreichischer Internist

#### H
- Hal Singer (1919–2020), US-amerikanischer Saxophonist
- Hanna Sahlfeld-Singer (* 1943), Schweizer Politikerin
- Hans Singer (Stuckateur) (auch Johann Singer; 1688–um 1740), österreichischer Stuckateur
- Hans Singer (Chemiker) (1921–1979), deutscher Chemiker
- Hans-Erich Singer (* 1950), deutscher Ingenieur und Hochschullehrer
- Hans-Rudolf Singer (1925–1999), deutscher Arabist und Semitist
- Hans Wolfgang Singer (Kunsthistoriker) (1867–1957), deutscher Kunsthistoriker
- Hans Wolfgang Singer (Ökonom) (1910–2006), deutsch-britischer Ökonom
- Heike Singer (Heike Klein: * 1964), deutsche Kanutin
- Heinrich Singer (1855–1934), österreichischer Kirchenrechtler und Rechtshistoriker
- Heinz Singer (1923–2020), deutscher Handballspieler
- Helen Singer Kaplan (1929–1995), österreichisch-amerikanische Sexualtherapeutin
- Herbert Singer (Versicherungsmanager) (1919–nach 1988), deutscher Versicherungsmanager
- Herbert Singer (1923–1970), deutscher Literaturwissenschaftler
- Hermann Singer (Heimatforscher) (* 1933), deutscher Heimatforscher, Maler und Illustrator
- Hermann Singer (Wirtschaftswissenschaftler) (* 1954), deutscher Wirtschaftswissenschaftler
- Horst Singer (Gewerkschafter) (1930–2020), deutscher Gewerkschaftsfunktionär
- Horst Singer (Sprachwissenschaftler) (1933–2020), deutscher Sprachwissenschaftler und Hochschullehrer
- Horst Singer (Handballspieler) (1935–2025), deutscher Handballspieler
- Horst Singer (Musiker), deutscher Pianist, Arrangeur und Hochschullehrer

#### I
- Ilona Singer (1905–1944), ungarische Malerin und Grafikerin der Verschollenen Generation
- Irving Singer (1925–2015), US-amerikanischer Philosoph und Autor
- Isaac Bashevis Singer (1902–1991), polnisch-US-amerikanischer Schriftsteller
- Isaac Merritt Singer (1811–1875), US-amerikanischer Erfinder und Unternehmer
- Isadore M. Singer (1924–2021), US-amerikanischer Mathematiker
- Isidor Singer (Journalist) (1857–1927), österreichischer Journalist und Herausgeber
- Isidor Singer (1859–1939), austroamerikanischer Schriftsteller und Lexikograf, siehe Isidore Singer
- Israel Singer (* 1942), US-amerikanischer Politikwissenschaftler und jüdischer Verbandsfunktionär
- Israel Joschua Singer (1893–1944), polnisch-amerikanischer Schriftsteller
- Itamar Singer (1946–2012), rumänisch-israelischer Hethitologe und Vorderasiatischer Archäologe
- Ivan Singer (1929–2020), rumänischer Mathematiker

#### J
- J. David Singer (1925–2009), US-amerikanischer Politikwissenschaftler
- Jacob Eduard Singer († 1848), deutscher Journalist und Konfident Metternichs
- Jacques Singer (1910–1980), US-amerikanischer Violinist und Dirigent polnischer Herkunft
- Jakob Singer (Baumeister, 1685) (1685–1760), österreichischer Baumeister
- Jakob Singer (Baumeister, 1718) (1718–1788), österreichisch-schweizerischer Baumeister
- Jakob Singer (Mediziner) (1853–1926), tschechischer Internist und Neurologe
- Jerome E. Singer (1934–2010), US-amerikanischer Sozialpsychologe
- Joachim Singer (* 1942), deutscher Leichtathlet
- Johann Singer (1688–um 1740), österreichischer Stuckateur, siehe Hans Singer (Stuckateur)
- Johann Singer (NS-Funktionär) (1869–1938), deutscher Funktionär (NSDAP)
- Johann Singer (Geistlicher) (1903/1904–1980), tschechisch-deutscher katholischer Geistlicher, Vizerektor am Prager Erzbischöflichen Seminar
- Johann Singer (Politiker) (* 1958), österreichischer Politiker (ÖVP)
- Johanna Singer (* 2002), deutschsprachige Schauspielerin
- Johannes Singer (Politiker) (1943–2008), deutscher Jurist und Politiker (SPD)
- Johannes Singer (Theologe) (1921–2007), österreichischer römisch-katholischer Theologe
- John Singer Sargent (1856–1925), US-amerikanischer Maler
- Josef Singer (Politiker) (1888–1980), deutscher Politiker (CSU)
- Josef Anton Singer (Pater Peter Singer; 1810–1882), österreichischer Musiker und Ordensgeistlicher
- Josh Singer (* 1972), US-amerikanischer Drehbuchautor
- Julie Singer (* 1978), US-amerikanische Romanistin, Literaturwissenschaftlerin und Hochschullehrerin
- Julius Singer (Unternehmer) (1849–1924), mährisch-österreichischer Industrieller und Wirtschaftsmanager
- Julius Singer (Journalist) (1858–nach 1897), österreichisch-ungarischer Journalist und Herausgeber

#### K
- Karl Singer (Beamter) (1860–1908), deutscher Beamter, Direktor des Städt. Statistischen Amtes und Vorstand des Vereins zur Verbesserung der Wohnungsverhältnisse in München
- Karl Singer (Schriftsteller) (1902–1956), österreichischer Schriftsteller
- Karl Singer (Mathematiker) (1940–2015), banatdeutscher Mathematiker und Hochschullehrer
- Karl Singer (Footballspieler) (Karl Kenneth Singer, * 1943), US-amerikanischer American-Football-Spieler
- Karl-Heinz Singer (1928–2005), deutscher Fußballspieler
- Karl Max Friedrich Singer (1888–1941), österreichischer Chirurg und Gynäkologe
- Kaspar Singer (Meistersinger) (um 1500), deutscher Meistersinger aus Eger
- Kaspar Singer (* 1974), Schweizer Cellist
- Kassian Singer (1712–1759), österreichischer Baumeister und Stuckateur
- Katharina Szelinski-Singer (1918–2010), deutsche Bildhauerin
- Kilian Singer (Kilian Talo Theodor Singer; * 1973), deutscher Physiker und Hochschullehrer
- Konrad Singer (* 1978), deutscher Schauspieler
- Kurt Singer (Musikwissenschaftler) (1885–1944), deutscher Neurologe und Musikwissenschaftler
- Kurt Singer (Ökonom) (1886–1962), deutscher Philosoph und Wirtschaftswissenschaftler
- Kurt Singer (Filmtechniker), US-amerikanischer Filmschaffender und Erfinder
- Kurt Singer (Pädagoge) (1929–2009), deutscher Pädagoge
- Kurt D. Singer (eigentlich Kurt Deutsch; 1911–2005), österreichisch-amerikanischer Schriftsteller, Übersetzer, Herausgeber und Spion

#### L
- Ladislaus Singer (1898–nach 1979), österreichischer Verleger, Autor und Journalist
- Lea Singer (* 1960), deutsche Schriftstellerin, siehe Eva Gesine Baur
- Leah Singer (* 1962), kanadische Künstlerin, Fotografin und Autorin
- Leo Singer (1877–1951), österreichischer Schauspieler und Schausteller
- Leopold Singer (1869–1942), österreichischer Chemiker
- Linda Singer, kanadische ehemalige Schauspielerin
- Lori Singer (* 1957), US-amerikanische Schauspielerin
- Ludvík Singer (1876–1931), tschechoslowakischer Politiker
- Ludwig Singer (1896–1973), deutscher Pathologe und Hochschullehrer

#### M
- Marc Singer (* 1948), kanadischer Schauspieler
- Marcus George Singer (1926–2016), US-amerikanischer Philosoph
- Margaret Singer (1921–2003), US-amerikanische klinische Psychologin und Hochschullehrerin
- Maria Singer (1914–2003), deutsche Schauspielerin
- Max Singer (1874–1952), österreichischer Ingenieur und Geologe
- Maximilian Singer (1857–1928 oder nach 1936), österreichischer Schriftsteller
- Maxine Singer (1931–2024), US-amerikanische Biochemikerin und Molekularbiologin
- Melania Singer (* 1967), Schweizer Filmeditorin
- Mendel Singer (1890–1976), österreichisch-israelischer Journalist
- Michael Singer (* 1945), US-amerikanischer Landschaftsarchitekt
- Michael F. Singer (* 1950), US-amerikanischer Mathematiker
- Mike Singer (* 2000), deutscher Popsänger
- Milton Singer (1912–1994), US-amerikanischer Anthropologe
- Minna Singer-Burian (1874–1946), österreichische Sängerin und Hochschullehrerin
- Miriam Singer (1898–1989), israelische Schriftstellerin, Lyrikerin, Journalistin und Übersetzerin

#### N
- Norbert Singer (* 1939), deutscher Ingenieur

#### O
- Oskar Singer (1893–1944), österreichischer Jurist, Schriftsteller und Journalist
- Otto Singer (1833–1894), deutscher Musiker und Komponist
- Otto Singer junior (1863–1931), deutscher Kapellmeister, Komponist und Verfasser von Klavierauszügen
- Ottomar Singer (1865–1945), deutscher Unternehmer und Politiker (NLP)

#### P
- Paul Singer (Politiker) (1844–1911), deutscher Fabrikant und Politiker (SPD), MdR
- Paul Singer (Staatssekretär) (1932–2018), brasilianischer Ökonom und Soziologe österreichischer Herkunft
- Paul Singer (Geschäftsmann) (* 1944), US-amerikanischer Geschäftsmann und Fondsmanager
- Paulina Singer (* 1991), US-amerikanische Schauspielerin
- Pavel Singer (* 1962), österreichischer Komponist, Pianist und Arrangeur
- Peter Singer (1810–1882), österreichischer Priester und Musiker, siehe Josef Anton Singer
- Peter Singer (* 1946), australischer Philosoph
- Peter Singer (Informatiker) (* 1960), deutscher Wirtschaftsinformatiker und Hochschullehrer
- Peter W. Singer (* 1974), US-amerikanischer Politikwissenschaftler

#### R
- Raik Singer (* 1963), deutscher Schauspieler
- Raimund Singer (1863–nach 1929), deutscher Architekt
- Ramona Singer (* 1956), US-amerikanische Fernsehdarstellerin und Designerin
- Randi Mayem Singer, US-amerikanische Drehbuchautorin und Produzentin
- Randy Singer, US-amerikanischer Jurist und Thrillerautor
- Raymond Singer (* 1948), US-amerikanischer Schauspieler und Drehbuchautor
- Reinhard Singer (* 1951), deutscher Rechtswissenschaftler und Hochschullehrer
- Renata Maria Singer (1680–1749), siehe Maria Renata Singer von Mossau
- Robert Singer (Produzent), US-amerikanischer Filmproduzent, Regisseur und Drehbuchautor
- Robert F. Singer (1950–2019), deutscher Werkstoffwissenschaftler
- Robert H. Singer (* 1945), US-amerikanischer Zell- und Molekularbiologe
- Roland Singer (* 1940), deutscher Sportwissenschaftler, -psychologe und Hochschullehrer
- Rolf Singer (1906–1994), deutscher Mykologe
- Ronald Singer (1924–2006), südafrikanischer Anatom, Archäologe und Paläontologe
- Rudolf Singer (Journalist) (1845–1899), deutscher Journalist und Verbandsfunktionär
- Rudolf Singer (Politiker, 1907) (1907–1979), österreichischer Politiker (SPÖ)
- Rudolf Singer (Politiker, 1915) (auch Rudi Singer; 1915–1980), deutscher Politiker (KPD, SED) und Journalist

#### S
- Samuel Singer (1860–1948), österreichisch-schweizerischer Germanist
- Schlome Singer, jiddischer Dichter
- Sébastien Singer (* 1974), Schweizer Cellist
- Sergiu Singer (1928–2018), deutscher Architekt, Bühnenbildner, Schriftsteller und Gastrosoph
- Seymour Jonathan Singer (1924–2017), US-amerikanischer Zellbiologe
- Siegfried Singer (1892–1942/1945), österreichisches Holocaustopfer, siehe Liste der Erinnerungssteine in Wien-Liesing #Siegfried Singer
- Siegfried Singer (Komponist) (* 1947), österreichischer Musiker, Chorleiter und Komponist
- Stephen Singer-Brewster (* 1945), US-amerikanischer Astronom
- Susann Singer (* 1970), deutsche Judoka
- Susi Singer (1895–1955), ösaustroamerikanische Keramikerin
- Sydney Ross Singer, US-amerikanischer Biologe, Chemiker, Anthropologe und Autor

#### T
- Tania Singer (* 1969), deutsche Hirnforscherin
- Therese von Singer (1863–1942), österreichische Sängerin, siehe Therese Biedermann
- Thomas Singer (Politiker), deutscher Politiker (SED), MdV
- Thomas Singer (Tiermediziner) (* 1960), deutscher Tiermediziner
- Thomas Singer (Skirennfahrer) (* 1989), Schweizer Skirennfahrer
- Tilman Singer (* 1988), deutscher Regisseur und Drehbuchautor
- Tovia Singer (* 1960), Rabbiner

#### U
- Ulrich Singer (* 1976), deutscher Rechtsanwalt und Politiker (AfD), MdL

#### V
- Vera Singer (1927–2017), deutsche Malerin und Grafikerin

#### W
- Walter Singer (Journalist) (1883–1953), schwedischer Journalist und Verlagsleiter deutscher Herkunft
- Walter Singer (Musiker) (* 1941), österreichischer Trompeter
- Werner Singer (1903–1979), US-amerikanischer Dirigent deutscher Herkunft
- Wiktor Alexandrowitsch Singer (1941–2013), sowjetischer Eishockeyspieler und -trainer
- Willy Singer (* 1949), deutscher Radrennfahrer
- Wilhelm Singer (1847–1917), österreichischer Journalist
- William Henry Singer (1868–1943), US-amerikanischer Kunstsammler und Maler
- Winnaretta Singer (1865–1943), US-amerikanische Mäzenin
- Wolf Singer (* 1943), deutscher Hirnforscher
- Wolfgang Singer (Gärtner) (1865–1942), deutscher Gärtner
- Wolfgang Singer (Musiker) (* 1944), österreichischer Posaunist
- Wolfgang Singer (Mediziner) (* 1970), deutscher Neurologe

### Fiktive Figuren
- John Singer, Hauptfigur im Roman Das Herz ist ein einsamer Jäger von Carson McCullers
- Mendel Singer, Hauptfigur im Roman Hiob von Joseph Roth (ein jüdisch-orthodoxer Toralehrer)